# Different (album Kate Ryan)
Different – debiutancki album studyjny nagrany przez belgijską wokalistkę dance Kate Ryan. Płyta została wyprodukowana przez duet producentów Phila Wilde’a oraz Andy’ego Janssensa. Longplay wydany został 17 czerwca 2002 w Europie i 17 listopada 2003 w Polsce. Na całym kontynencie album sprzedał się w liczbie około 250 000 egzemplarzy, a pokrył się platyną w Polsce oraz złotem w Belgii.

## Informacje o albumie
Kate Ryan rozpoczęła prace nad albumem w roku 2000, kiedy to poznała znanego belgijskiego producenta muzycznego Phila Wilde’a. Nad pracami obu muzyków czuwał współpracownik Wilde’a, Andy Janssens, który razem z Philem tworzą producencki duet. Krążek światło dzienne ujrzał 17 czerwca 2002 w Europie nakładem wytwórni EMI Music. Longplay spotkał się z różnymi recenzjami ze strony krytyków.
Z powodu problemów z polską placówką wytwórni EMI, Kate Ryan zdecydowała się dołączyć do polskiej podsieci wytwórni Universal Music Group, Magic Records. W końcu album ukazał się w Polsce 17 listopada 2003, z prawie półtorarocznym opóźnieniem w porównaniu z innymi krajami Europy.
Longplay sprzedał się w całej Europie w liczbie ponad 250 000 egzemplarzy oraz został odznaczony certyfikatem złotej płyty w Belgii i platynowej płyty w Polsce. Z powodu dużego zainteresowania albumem, artystka zdecydowała się wydać utwór „Libertine”, który został dodany do reedycji krążka jako jego singiel promujący.

## Lista utworów

### Wersja oryginalna
Data wydania: 17 czerwca 2002

Czas trwania: 58:42
| #   | Tytuł                          |      |
| --- | ------------------------------ | ---- |
| 1.  | „Scream for More”              | 4:00 |
| 2.  | „Désenchantée”                 | 3:38 |
| 3.  | „UR (My Love)”                 | 3:44 |
| 4.  | „So In Love”                   | 4:01 |
| 5.  | „Free Your Mind”               | 5:07 |
| 6.  | „In Your Eyes”                 | 6:00 |
| 7.  | „One Happy Day”                | 4:29 |
| 8.  | „Lift Me Higher”               | 3:28 |
| 9.  | „Through The Eyes”             | 3:43 |
| 10. | „Got To Move On”               | 3:48 |
| 11. | „Head Down”                    | 4:08 |
| 12. | „Magical Love”                 | 3:45 |
| 13. | „Mon Coeur Résiste Encore”     | 3:46 |
| 14. | „Nos Regards Qui m'Enflamment” | 3:57 |
| 15. | „Ne Baisse Pas La Tête”        | 4:09 |

### Reedycja
Data wydania: 2003

Czas trwania: 62:27
| #   | Tytuł                                   |      |
| --- | --------------------------------------- | ---- |
| 1.  | „Désenchantée”                          | 3:38 |
| 2.  | „UR (My Love)”                          | 3:44 |
| 3.  | „Mon Coeur Résiste Encore [Radio Edit]” | 3:46 |
| 4.  | „Libertine [Radio Edit]”                | 3:13 |
| 5.  | „So In Love”                            | 4:01 |
| 6.  | „Free Your Mind”                        | 5:07 |
| 7.  | „Head Down”                             | 4:08 |
| 8.  | „Scream for More”                       | 3:47 |
| 9.  | „In Your Eyes [Radio Edit]”             | 3:10 |
| 10. | „One Happy Day”                         | 4:29 |
| 11. | „Lift Me Higher”                        | 3:28 |
| 12. | „Through The Eyes”                      | 3:43 |
| 13. | „Nos Regards Qui m'Eflamment”           | 3:57 |
| 14. | „Got To Move On”                        | 3:48 |
| 15. | „Ne Baisse Pas La Tête”                 | 4:09 |
| 16. | „Magical Love”                          | 3:45 |

## Single
| Rok  | Singel                     | Pozycje na listach | Pozycje na listach | Pozycje na listach | Pozycje na listach | Pozycje na listach | Pozycje na listach | Pozycje na listach | Pozycje na listach | Pozycje na listach | Pozycje na listach | Pozycje na listach | Album     |
| Rok  | Singel                     | BEL                | GER                | SPA                | FRA                | SWI                | AUT                | SWE                | DEN                | NLD                | FIN                | POR                | Album     |
| ---- | -------------------------- | ------------------ | ------------------ | ------------------ | ------------------ | ------------------ | ------------------ | ------------------ | ------------------ | ------------------ | ------------------ | ------------------ | --------- |
| 2001 | „Scream for More”          | 9                  | 27                 | —                  | —                  | —                  | 15                 | —                  | 12                 | 57                 | —                  | —                  | Different |
| 2001 | „UR (My Love)”             | 17                 | —                  | —                  | —                  | —                  | —                  | —                  | —                  | —                  | —                  | —                  | Different |
| 2002 | „Désenchantée”             | 1                  | 2                  | 7                  | 12                 | 21                 | 3                  | 24                 | 12                 | 4                  | —                  | 12                 | Different |
| 2002 | „Mon Coeur Résiste Encore" | 4                  | 27                 | 2                  | —                  | 35                 | —                  | —                  | —                  | 58                 | —                  | —                  | Different |
| 2002 | „Libertine"                | 46                 | 7                  | 18                 | 96                 | 26                 | 7                  | 16                 | 15                 | —                  | 20                 | —                  | Different |

## Pozycje na listach

### Listy sprzedaży
| Lista sprzedaży (2002/03)     | Najwyższa pozycja |
| ----------------------------- | ----------------- |
| Austria IFPI Albums Chart     | 37                |
| Belgia IFPI Albums Chart      | 8                 |
| Dania IFPI Albums Chart       | 22                |
| Finlandia IFPI Albums Chart   | 36                |
| Niemcy IFPI Albums Chart      | 23                |
| Polska OLIS/ZPAV Albums Chart | 1                 |
| Portugalia AFP Albums Chart   | 18                |
| Szwajcaria IFPI Albums Chart  | 14                |
| Szwecja IFPI Albums Chart     | 17                |

### Certyfikaty
Certyfikaty oraz liczba sprzedanych egzemplarzy w krajach:
| Państwo | Certyfikat                                   |
| ------- | -------------------------------------------- |
| Belgia  | Złota płyta Sprzedaż: 10 000 egzemplarzy     |
| Polska  | Platynowa płyta Sprzedaż: 20 000 egzemplarzy |